# جيمس برون رامزي
جيمس أندرو برون رامزي، الماركيز الأول (22 أبريل 1812-19 ديسمبر 1860)، المعروف أيضًا باسم اللورد دالهوزي، كان رجل دولة اسكتلنديًا والمسؤول الاستعماري في الهند البريطانية. شغل منصب الحاكم العام للهند من 1848 إلى 1856.
أسّس قواعد النظام التعليمي الحديث في الهند من خلال إضافة التعليم الجماهيري بالإضافة إلى التعليم العالي النخبة. أدخل قطارات السكك الحديدية والتلغراف الكهربائي والبريد الموحد، والتي وصفها بأنها المحركات الثلاثة الكبرى للتحسين الاجتماعي. كما أسس دائرة الأشغال العامة في الهند. بالنسبة لمؤيديه، فقد برز باعتباره الحاكم العام الذي عزز حكم شركة الهند الشرقية في الهند، ووضع أسس إدارتها اللاحقة، وبفضل سياسته السليمة، مكّن الخلفاء بعده من وقف موجة التمرد.
سبقت فترة حكمه في الهند مباشرة التحول إلى فترة راج الفيكتوري للإدارة الهندية. ندد به الكثيرون في بريطانيا عشية وفاته لأنه فشل في ملاحظة علامات التمرد الهندي عام 1857، بعد أن أدى إلى تفاقم الأزمة بسبب تعجرفه، والنشاط المركزي والضم التوسعي.

## النشأة
كان جيمس أندرو برون رامزي الابن الثالث والأصغر لجورج رامزي، إيرل دالهوزي التاسع (1770-1838)، وهو أحد جنرالات ويلينغتون، والذي أصبح بعد أن أصبح الحاكم العام لكندا القائد العام في الهند، زوجته كريستيان من كولستون.
نشأ إيرل التاسع في منطقة النبلاء في المملكة المتحدة، وكان له ثلاثة أبناء. وُصِف جيمس أندرو برون رامزي، ابنه الأصغر، بأنه قصير القامة، وله فم مكتنز وجبهة عالية.
قضى عدة سنوات من طفولته المبكرة مع والده ووالدته في كندا. بعد عودته إلى اسكتلندا، كان مستعدًا لمدرسة هارو، حيث التحق بها في عام 1825. بعد ذلك بعامين، طُرد هو وطالب آخر روبرت أدير، بعد التنمر على جورج رشوت، ابن أخ جون روشوت، بارون نورثويك الثاني. حتى التحاقه بالجامعة، تسلم القس تمبل تعليم دالهوزي بالكامل، الذي كان يشغل منصب في أبرشية ستافوردشاير.
في أكتوبر 1829، انتقل إلى كريست تشيرش، أكسفورد، حيث عمل بجد إلى حد ما، وحصل على بعض الامتيازات، وكوّن العديد من الأصدقاء مدى الحياة. ومع ذلك، فقد انقطعت دراسته بشكل كبير بسبب المرض المطول ووفاة أخيه الوحيد الباقي على قيد الحياة في عام 1832، حيث كان على اللورد رامزي، أن يكتفي بالدخول للحصول على درجة النجاح، على الرغم من حصوله على مرتبة الشرف. سافر بعد ذلك إلى إيطاليا وسويسرا وكتب العديد من المذكرات.

## مهنة سياسية مبكرة
خاض معركة فاشلة في الانتخابات العامة عام 1835 على أحد مقاعد البرلمان لإدنبرة، إذ قاتل ضد القدامى مثل رئيس المستقبل، جيمس أبيركرومبي، وبعد ذلك اللورد دنفرملين، وجون كامبل، اللورد المستشار المستقبلي، في عام 1837. في العام السابق، كان قد تزوج من السيدة سوزان هاي، ابنة مركيز تويدديل، التي كانت داعمه الرئيسي في الهند، والتي تركته وفاتها عام 1853 رجلًا حزينًا جدًا. في عام 1838 توفي والده بعد صراع طويل مع المرض، وبعد أقل من عام فقد والدته.
بعد نجاحه، سرعان ما ترك إيرل الجديد بصمته في خطاب ألقاه في 16 يونيو 1840 لدعم مشروع قانون مزايا كنيسة اسكتلندا للورد أبردين، وهو جدل نشأ عن قضية أوشتيراردر، التي كان قد شارك فيها بالفعل أثناء التجمع المعارض للدكتور تشالمرز. في مايو 1843 أصبح نائب رئيس مجلس التجارة، وكان غلادستون رئيسًا، وأدى اليمين كمستشار خاص. كما حصل على المنصب الفخري لقبطان ديل كاسل في نفس العام.
وقف إلى جانب السير روبرت بيل في الصراع حول قوانين الذرة، وبعد فشل اللورد جون راسل في تشكيل وزارة استأنف منصبه في مجلس التجارة، ودخل مجلس الوزراء بعد تقاعد اللورد ستانلي. عندما استقال بيل من منصبه في يونيو 1846، عرض اللورد جون على دالهوزي مقعدًا في مجلس الوزراء، وهو عرض رفضه خوفًا من أن القبول قد ينطوي على فقدان الشخصية العامة وكانت محاولة أخرى لتأمين سياسته.

## الهند
بصفته الحاكم العام للهند والبنغال في 12 يناير 1848، وبعد ذلك بوقت قصير حصل على الشريط الأخضر تكريمًا له. خلال هذه الفترة، كان عاملًا مجتهدًا للغاية، وغالبًا ما كان يعمل من ستة عشر إلى ثمانية عشر ساعة في اليوم. كان أقصر يوم عمل عند دالهوزي يبدأ في الساعة الثامنة والنصف ويستمر حتى الخامسة والنصف، ويبقى على مكتبه حتى أثناء الغداء. خلال هذه الفترة، سعى إلى توسيع نطاق الإمبراطورية وركوب الخيل لمسافات طويلة، على الرغم من حالة ظهره السيئة.
على عكس العديد من القادة السابقين للإمبراطورية البريطانية في الهند، فقد رأى نفسه ملكًا مستشرقًا حاول جلب الثورة الفكرية البريطانية إلى الهند. كما سعى إلى تحسين المجتمع الهندي في ظل مُثُل بنثاميت السائدة في تلك الفترة. ومع ذلك، في محاولته للقيام بذلك، حكم بالاستبداد، معتقدًا أن هذه الوسائل هي الأكثر احتمالية لزيادة التطور المادي والتقدم في الهند. ساهمت سياساته في تزايد الشعور بالاستياء بين قطاعات المجتمع الهندي، وبالتالي ساهمت بشكل كبير في انتفاضة الهند الكبرى عام 1857، والتي أعقبت مباشرة رحيله عن الهند.
قاد الحرب البورمية الثانية في عام 1852، ما أدى إلى الاستيلاء على أجزاء من بورما. في عهده، طبّق البريطانيون سياسة ضمنت أنه إذا لم يكن للملك أي أبناء لوريث طبيعي، تُضم المملكة إلى الإمبراطورية البريطانية. باستخدام هذه السياسة، ضم البريطانيون بعض الولايات الأميرية. خلقت هذه الأعمال القاسية وغيرها من الإجراءات للحاكم العام مشاعر مريرة بين الجنود الهنود في الجيش البريطاني، ما أدى في النهاية إلى التمرد الهندي عام 1857 للجنود الهنود الأصليين في الخدمة البريطانية. كان دالهوزي إداريًا جيدًا، أدت مساهمته في تطوير الاتصالات - السكك الحديدية والطرق والخدمات البريدية والبرقية - في تحديث الهند ووحدتها، كان إنجازه الملحوظ هو إنشاء دول مركزية حديثة.
بعد فترة وجيزة من توليه مهامه، أُرسلت رسالة مكتوبة إلى رئيس مجلس المراقبة، السير جون هوبهاوس، ليؤكد له أن كل شيء كان جيدًا. كان من المقرر تزوير هذا البيان قبل أن تصل الأحداث إلى بريطانيا.

### الحرب البورمية الثانية
أُجريت إضافة أخرى للإمبراطورية عن طريق الغزو. كانت المحكمة البورمية في آفا ملزمة بمعاهدة ياندابو 1826، لحماية السفن البريطانية في المياه البورمية ولكن نشأ نزاع بين حاكم رانغون وبعض مصالح الشحن البريطانية.
حُجبت حقائق الحدث بسبب النزاعات بين الإداريين الاستعماريين الذين يقدمون تقاريرهم إلى أدميرالات البحرية، بدلًا من الشركة أو السلطات المدنية. مُثّلت طبيعة النزاع بشكل خاطئ أمام البرلمان، ولعب البرلمان دورًا في زيادة قمع الحقائق التي كشف عنها للجمهور، ولكن أُثبتت معظم الحقائق من خلال القراءة المقارنة لهذه الروايات المتضاربة في ما كان في الأصل كتيبًا مجهول الهوية باسم: كيف تندلع الحروب في الهند.